# Nicolaas I Hoen

Familiewapen Van Hoensbroeck

Nicolaas I (Claes) Hoen, ook bekend als Nicolaas I van Hoensbroeck en ridder Hoen, was een telg uit het Huis Hoensbroeck, die sneuvelde op 21 augustus 1371 in de Slag bij Baesweiler. Hij was ridder, hoogschout van Maastricht en wordt gezien als de bouwheer van Kasteel Hoensbroek.

## Biografische schets
Claes Hoen was een zoon van Johan I Hoen toe Broek, kastelein van Valkenburg (1270-1346), en diens derde vrouw Aleida van Haren. Hij wordt voor het eerst genoemd in een oorkonde uit het jaar 1365. In 1370, een jaar voor zijn overlijden, werd hij Brabants hoogschout van Maastricht. Hij verkreeg het schoutambt in erfpacht in ruil voor een lening van 1600 schilden aan de hertog en hertogin van Brabant. Ook stond hij borg voor diverse andere schulden van het hertogelijk paar, die hem beloonden met diverse goederen, zoals de Drakenmolen in Hoensbroek. Vlak bij deze watermolen begon hij met de bouw van Kasteel Hoensbroek. Nicolaas Hoen moet dus een gegoed man zijn geweest. Door zijn toedoen steeg de familie Hoen/Van Hoensbroek enorm in aanzien in het Luiks-Limburgse Maasland.
Hij trouwde (1) ca. 1330 met Agnes Jansdr. Saecx van Wijck (1310-1356)  de dochter van Johan (Jan) Sac / Saecx van Wijck (ca. 1280-), ridder en Brabants schepen van Maastricht, en rentmeester van hertog Jan III van Brabant in de gebieden van Limburg en Overmaas en een dochter van Reinard van Bernau (ca. 1285-). Uit hun huwelijk is geboren:
- Catharina Hoen (1345-1368)

Nicolaas Hoen trouwde (2) ca. 1349 met Catharina Chapelle, dochter van Henri Chapelle (ca. 1321-1373). Uit hun huwelijk werden geboren:
- Herman II Hoen, ridder en eerste heer van Hoensbroek (1388-1404), Brabants hoogschout van Maastricht en hoogschout van de Vroenhof (Hof van Lenculen) (1340-1404)
- Johan Hoen, heer van Eijs (1375-1395) op de Motte van Eys (1350-1395)
- Gerard Hoen, heer van Nieuwstadt (ca. 1352)

Aangezien Agnes Saecx van Wyck pas in 1356 gestorven is, is het discutabel dat de kinderen voor die datum van Catharina zijn.